# 兵權 (電視劇)
《兵權》（英語：Bing Kuen），又名《陳橋兵變》，是香港電視廣播有限公司製作的古裝武俠劇，全劇共20集，由劉仕裕監製，主要演員包括劉家輝、惠天賜、黎明、邵美琪等，於1988年12月1日在翡翠台首次播出，亦曾以錄影帶形式發行，其後於myTV SUPER平台推出。

## 製作
《兵權》主要以錄影帶形式製作，全劇合共20集，於1988年2月8日拍造型照，其後於1988年2月底開始拍攝工作。此劇以五代十國時期的趙匡胤及杯酒釋兵權等歷史故事為題材，七成劇本是根據歷史來編寫；三成劇本是為了增加娛樂成份而創作，戲服是跟隨歷史而選用。角色人選方面，監製劉仕裕邀請動作片演員劉家輝和惠天賜加盟演出，分別飾演趙匡胤及柴榮。主題曲〈絕非我自己〉由趙文海作曲、盧國沾填詞、黎明主唱；插曲〈三人行〉由趙文海作曲、盧國沾填詞、黎明及方曉虹主唱，由於華星唱片未有為黎明和方曉虹發行唱片，因此以上兩首歌曲從未收錄於音樂專輯。

## 劇情大綱
故事講述趙匡胤與柴榮、鄭恩、賀彤等，一起協助郭威建立後周。張永德是郭威的女婿，因不滿郭威稱帝後不再被重用，勾結契丹的耶律世藩，密謀殺害郭威，郭威義子柴榮為了得到帝位，故意不援手，郭威最終因失救而傷重死亡。郭威死後，柴榮繼承帝位，是為周世宗。秦傲是趙匡胤的朋友，他們同時戀上耶律納蘭，耶律納蘭卻與賀彤一同愛上趙匡胤，然而趙匡胤與來自契丹的納蘭在身份上是敵人，不容許結合，趙匡胤最終與賀彤成親。柴榮一方面派遣趙匡胤到契丹與耶律安圖議和，另一方面卻暗中派兵攻打契丹，趙匡胤與柴榮因此事而互相猜忌。趙匡胤多次立下大功，受到其他官員和民眾的愛戴，柴榮擔心掌管兵權的趙匡胤乘機叛變，於是設計奪走趙匡胤的兵權，雙方陣營發生衝突。後來柴榮因病逝世，將領們把黃袍穿在趙匡胤的身上，推舉他為皇帝，國號為宋，歷史稱趙匡胤為宋太祖。

## 演員與角色
以下是《兵權》的主要演員及其所飾演的角色：
- 劉家輝 飾 趙匡胤（宋太祖）
- 黎明 飾 秦傲[6]
- 邵美琪 飾 耶律納蘭
- 關禮傑 飾 耶律世藩
- 惠天賜 飾 柴榮（後周世宗）[7]
- 黃允材 飾 張永德（虞侯）
- 王綺琴 飾 戚戚，柴榮的妻子
- 關海山 飾 耶律安圖（南院大王）
- 劉丹 飾 郭威（後周太祖）
- 商天娥 飾 陶三春
- 曾瑋明 飾 陶龍
- 黃敏儀 飾 張永德的妻子
- 吳孟達 飾 劉承祐（後漢隱帝）
- 許紹雄 飾 鄭恩
- 陳安瑩 飾 憐兒
- 南紅 飾 杜氏 趙匡胤的母親
- 劉兆銘 飾 耶律德軒（北院大王）
- 談泉慶 飾 石敬瑭（後晉高祖）
- 高雄 飾 陳博
- 吳啟明 飾 趙匡義
- 鄭柏麟 飾 高懷德
- 麥長青 飾 石守信[8]
- 譚一清 飾 大臣
- 鮑方 飾 趙弘殷（禁軍指揮使）
- 朱剛 飾 耶律雷諾
- 梁淑貞 飾 賀彤